# Асаналієв Кенешбек
Асаналієв Кенешбек — (10 червня 1928) — киргизький літературознавець.
У статтях «Про деякі питання літературних взаємин українського і киргизького народів» і «Українська класична та радянська література киргизькою мовою» (обидві — 1954) висвітлює творчість Тараса Шевченка та аналізує переклади його творів.